# شین بلی
شین بلی (انگلیسی: Shane Blay) یک موسیقی‌دان است.